# الشوحط (حفاش)

تعديل مصدري - تعديل

الشوحط هي إحدى قرى عزلة حماطة بمديرية حفاش التابعة لمحافظة المحويت، بلغ تعداد سكانها 255 نسمة حسب تعداد اليمن لعام 2004.